# Jim Simons
James Harris Simons (født 25. april 1938, død 10. maj 2024) var en amerikansk matematiker, milliardær hedgefond-direktør og filantrop. Han grundlagde Renaissance Technologies, en kvantitativ hedgefond hjemmehørende i East Setauket, New York. Simons og hans fond var kendt for at være kvantitative investorer, der anvendte matematiske modeller og algoritmer til investeringer. Som følge af konsistente afkast i Renaissance og dens Medallion Fund, blev Simons beskrevet som den "største investor på Wall Street og mere specifikt den "mest succesfulde hedgefond-forvalter nogensinde."
Ifølge Bloomberg Billionaires Index havde Simons' en estimeret formue på $25,2 mia., hvilket gjorde ham til den 66. rigeste person i verden i 2021.
Simons var kendt for sin forskning i mønstergenkendelse. Han udviklede Chern–Simons form (med Shiing-Shen Chern), og bidrog til udviklingen af strengteori med en teoretisk ramme der kombinerer geometri og topologi med kvantefeltteori. I 1994 grundlagde han sammen med sin kone Simons Foundation for at støtte forskning i matematik og grundvidenskab. Han var en af de største donorer til University of California, Berkeley, hvor han i 2012 etablerede Simons Institute for the Theory of Computing, og til Berkeleys Mathematical Sciences Research Institute, hvor han var medlem af bestyrelsen. Derudover stiftede han den filantropiske organisation Simons Foundation og det private forskningsinstitut Flatiron Institute i New York City.
I 2016 blev asteroiden 6618 Jimsimons af International Astronomical Union opkaldt efter Simons. Den blev opdaget af Clyde Tombaugh i 1936.